# Mazurówka (Grzymałów)
Mazurówka (ukr. Мазурівка) – dawna wieś, obecnie część osiedla typu miejskiego Grzymałów na Ukrainie, w obwodzie tarnopolskim. Rozpościera się na zachód od centrum miasta, nad rzeką Gniłą.

## Historia
Dawniej Mazurówka stanowiłа odrębną wieś i gminę jednostkową i obszar dworski. W II RP przynależała do woj. tarnopolskiego i powiatu skałackiego; w 1921 roku liczba mieszkańców gminy wynosiła 684, a obszaru dworskiego 684. Następnie zniesiona i włączona do gminy Podlesie. 20 października 1933 gminę Podlesie zniesiono, włączając ją do miasta Grzymałowa.